# Bernard Vaughan
Bernard Vaughan foi um ator britânico da era do cinema mudo.

## Filmografia selecionada
- The Valley of Fear (1916)
- The Second Mrs. Tanqueray (1916)
- Rock of Ages (1918)
- Linked by Fate (1919)
- Lady Tetley's Decree (1920)
- God's Clay (1928)